# Spiridon Louis
Spiridon Louis (grego: Σπυρίδων "Σπύρος" Λούης; Marousi, 12 de janeiro de 1873 — Atenas, 26 de março de 1940) foi um corredor de longa distância e campeão olímpico grego, o primeiro homem a vencer uma maratona olímpica, nos I Jogos Olímpicos da Era Moderna, em Atenas 1896.
Natural de Marousi, hoje um subúrbio ao norte de Atenas, seu pai era um vendedor de água mineral na capital, na época sem uma central de abastecimento de água, e Spiridon carregava água ajudando o pai, além de pastorear ovelhas nos campos nas cercanias da cidade. Após sua vitória, tornou-se um herói nacional grego até os dias de hoje. O complexo esportivo onde se localiza o estádio olímpico de Atenas, local dos Jogos Olímpicos de 2004, é batizado em sua homenagem.

## Preparação
Em 1894, após a decisão de se reviverem os antigos Jogos Olímpicos, ideia de Pierre de Frédy, o Barão de Coubertin, as preparações foram feitas para que eles se realizassem em seu país de origem, a Grécia. Uma das provas escolhidas para o atletismo seria a maratona, que nunca tinha sido disputada antes, por sugestão de Michel Bréal, um filólogo amigo do barão. A história da corrida vinha da Antiguidade, da lenda de Fidípides, o soldado-mensageiro grego que havia corrido de Maratona até Atenas para avisar da vitória ateniense na Batalha de Maratona, entre os gregos e os persas, em 490 a.C.
Os gregos ficaram bastante entusiasmados com esse novo evento, e decidiram realizar corridas de qualificação para os pretendentes a representar a Grécia nela. Estas provas foram organizadas por um coronel do exército, Papadiamantopoulos, que havia sido o comandante de Spiridon durante seu tempo de serviço militar (1893-1895), dentro dos Jogos Pan-Helênicos modernos, organizados em março de 1896 como um teste preparatório para os Jogos Olímpicos. A primeira corrida de seleção - e a primeira maratona da história - aconteceu em 22 de março e foi vencida por Charilaos Vasilakos em 3 horas e 18 minutos. Louis participou da segunda corrida classificatória, duas semanas depois, convencido pelo coronel, que conhecia suas habilidades de corredor desde o exército. Ele cruzou a linha de chegada na 5ª colocação, atrás do vencedor de sua série, Dimitrios Deligiannis.
A maratona olímpica seria realizada em 10 de abril, apenas uma semana depois da corrida seletiva de Louis. O público grego até aquele momento vinha sendo entusiástico com o desenrolar dos Jogos, mas estava desapontado porque no atletismo até então o país não tinha conseguido nenhuma vitória. A vitória do norte-americano  Robert Garrett no lançamento do disco, um esporte clássico grego, havia sido especialmente dolorosa para o povo. Suas últimas esperanças estavam na última prova, a maratona, que desejavam desesperadamente que fosse vencida por um compatriota.

## A maratona

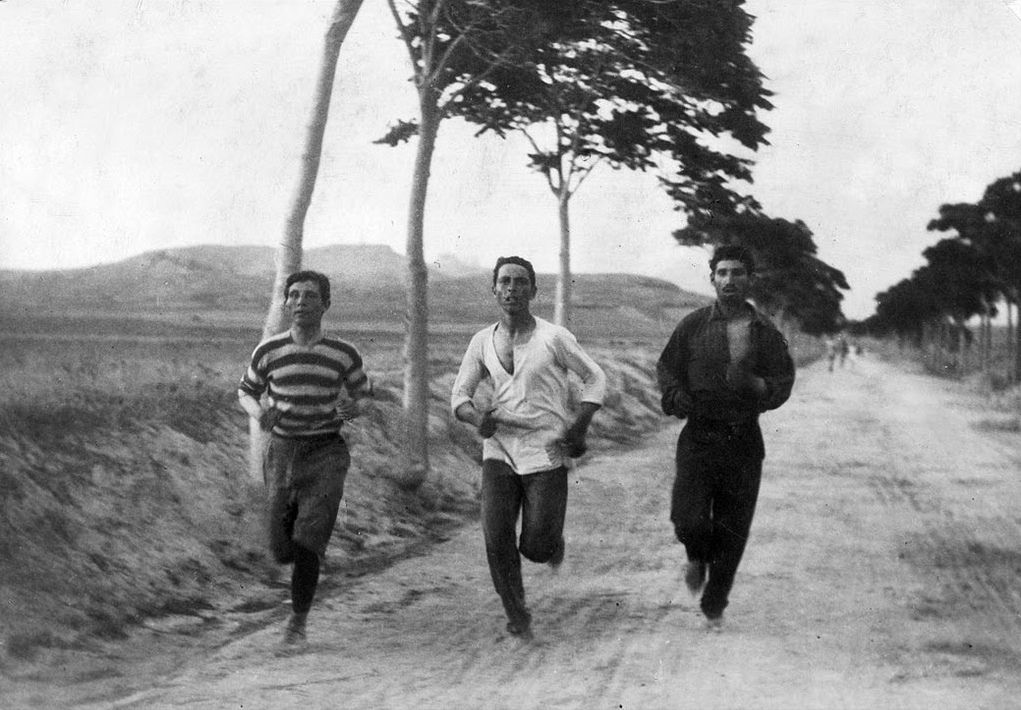
Maratonistas a caminho de Atenas durante a primeira maratona olímpica. No meio, Charilaos Vasilakos, estudante de 19 anos, o medalhista de prata.

O coronel Papadiamantopoulos foi o responsável por dar o tiro de largada, que tinha então a distância de 40 km e seria disputada por 17 atletas, 13 gregos e 4 estrangeiros. O líder inicial da prova, no percurso por uma estrada poeirenta de terra, ao longo da qual uma multidão de gregos se postou a passagem dos corredores, foi o francês Albin Lermusiaux, que havia conquistado a medalha de bronze nos 1 500 m. Na cidade de Pikermi, Louis deu uma pequena parada para beber um gole de vinho, segundo registros.(Seu neto, também chamado Spiridon Louis, décadas mais tarde disse que isso é incorreto. Na verdade o avô teria parado ali para chupar metade de uma laranja entregue por sua namorada e depois tomou um gole de conhaque dado por seu futuro sogro) Perguntado sobre a potencial vantagem dos adversários com sua parada, respondeu que tiraria a diferença mais tarde.
Lermusiaux liderou a prova até os 32 km, há apenas 8 km do fim, quando, exausto, abandonou a corrida. A liderança então passou para o australiano Edwin Flack, que já tinha conquistado duas medalhas de ouro nos 800 e 1 500 m. Flack, um corredor de meio-fundo sem o costume de correr grandes distâncias, entrou em colapso poucos quilômetros depois, também abandonando a prova. Louis então assumiu a ponta.
No estádio Panathinaiko a atmosfera entre a multidão era tensa, principalmente depois que um ciclista chegou trazendo a notícia de que um australiano estava liderando. Mas assim que o grego assumiu a ponta, a polícia enviou outro mensageiro anunciando as boas novas fazendo com que o grito de " "Hellene, Hellene!" (Grego, Grego!) se espalhasse por todo estádio. Quando Spiridon Louis finalmente entrou no estádio sob os gritos de milhares de gregos, dois príncipes - Constantino e George - o acompanharam correndo a última volta na pista, servindo-lhe vinho, água, leite, cerveja, suco de laranja e até pedaços de um ovo de páscoa. Louis cruzou a faixa a linha de chegada em 2h58m50s, estabelecendo a primeira marca mundial para a maratona. A vitória iniciou uma série de comemorações selvagens, como descritas no relatório oficial dos Jogos:
O campeão olímpico foi recebido com todas as honras. O rei Jorge levantou-se de seu assento para congratulá-lo efusivamente por seu sucesso. Alguns dos ajudantes de ordem reais e vários membros do comitê grego abraçavam e beijavam Louis, que foi carregado em triunfo nos ombros deles para os vestiários do estádio por baixo da entrada abobadada. As cenas vistas dentro do estádio não podem ser facilmente descritas e mesmo estrangeiros eram carregados pelo entusiasmo geral.
Para completar a alegria dos gregos, Vasilakos, o vencedor da primeira seletiva, chegou em segundo lugar e outro grego, Spyridon Belokas, em terceiro. Com a descoberta posterior de que Belokas havia feito parte do caminho de carona, ele foi desclassificado e a medalha de bronze entregue ao húngaro Gyula Kellner.
O rei Jorge ofereceu a Spiridon o presente que ele quisesse, mas tudo que o campeão solicitou foi uma carruagem que o levasse de volta a Marousi, pois estava cansado e com as pernas doendo. Após sua vitória, ele nunca mais correu e levou uma vida sossegada, primeiro como pequeno fazendeiro e depois como oficial de polícia, recebendo muitos presentes em vida, desde joias a uma oferta de ter a barba feita pelo resto da vida pelos barbeiros da região.

## Vida posterior

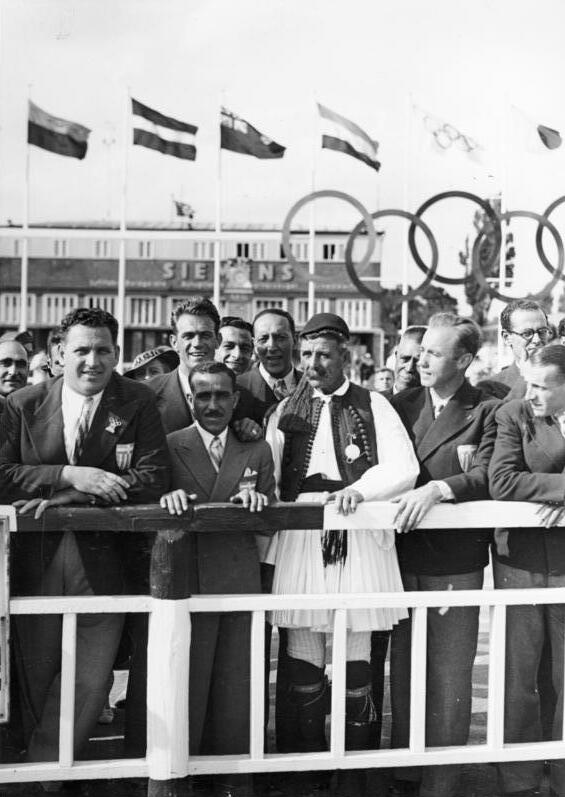
Spiridon Louis aos 63 anos, com seu tradicional traje grego, durante os Jogos de Berlim 1936.

Spiridon Louis fez sua última aparição pública em 1936, nos Jogos Olímpicos de Berlim, aos 63 anos, como convidado de honra dos organizadores. Depois de carregar a bandeira da Grécia no desfile das delegações durante as cerimônias de abertura, ele foi recebido por Adolf Hitler e ficou famosa a sua foto entregando ao Führer da Alemanha Nazista um ramo de oliveiras, trazida de Olímpia, o berço das Olimpíadas, como símbolo da paz.
Ele morreu menos de quatro anos depois, em março de 1940, treze meses antes da invasão da Grécia pelos nazistas. Seu nome hoje é usado em inúmeros clubes desportivos do país e fora dele, principalmente o complexo olímpico de Atenas, onde os Jogos Olímpicos de 2004 foram realizados, o próprio estádio olímpico - onde a medalha ganha por ele em 1896 encontra-se guardada - e a avenida em frente ao complexo. A expressão grega Yinome Louis (Γίνομαι Λούης), traduzida como "ser um Louis", tem o significado simbólico de "desaparecer correndo rapidamente".

## Leilão
Depois de mais de um século guardado em família, o troféu de prata de 15 cm de altura recebido por Louis das mãos do Rei Jorge I da Grécia em 1896, foi colocado à venda em leilão por seu neto. Pai de dois filhos, não tendo como escolher para quem deixar a joia, Spiridon Louis - o neto - entregou a taça à casa Christie's para venda e divisão do arrecadado pelos filhos. Voula Patoulidou, a primeira campeã olímpica grega de atletismo, ouro nos 100 m c/ barreiras em Barcelona 1992, quase cem anos após a vitória de Louis, liderou uma campanha de fundos para que o troféu - com valor previsto em leilão de cerca de € 200 mil euros - ficasse no país e no Museu Olímpico Grego. Vendido em abril de 2012 por cerca de US$ 800 mil (£ 541 250), muito acima do previsto, tornou-se o mais caro e valioso item olímpico de todos os tempos. A compradora foi a Fundação Stavros Niarchos, que o manterá na Grécia, exposta num centro cultural que está sendo construído pela fundação em Atenas.

## Taça de vinho do século VI a.C.
Nas eufóricas celebrações que se seguiram à sua vitória, foi agraciado com um sem fim de oferendas.
Spyros Louis foi agraciado com uma taça de vinho do século VI a.C., originalmente descoberta num tumba em Tebas e datada do século VI a.C.
Em 1934, era propriedade de Werner Peek, respeitado filólogo e investigador de arte da Antiguidade que trabalhava então no Instituto Alemão de Arqueologia em Atenas.
Nesse mesmo ano Peek, nazi fervoroso, entregou a sua colecção de relíquias da Antiguidade grega a um político alemão de visita à capital grega. Esse político era Hermann Goering, que terá levado a colecção de Peek para a Alemanha escondida em malas diplomáticas, longe do olhar das autoridades gregas.
Regressado à Alemanha em 1937, Werner Peek recuperou a colecção. Quando a segunda guerra terminou Peek estava então na República Democrática Alemã. Quando se muda para a parte ocidental do seu país, no final da década de 1980, decide vender a colecção reunida em Atenas à Universidade de Münster.
Em 2019 foi devolvida, por parte da Alemanha, à Grécia.